# Brigada en acción
Brigada en acción es una película argentina de Cine de acción-comedia de 1977 dirigida por Palito Ortega, quien la protagoniza junto a Carlos Balá, Alberto Martín y Juan Carlos Altavista. Se estrenó el 21 de julio de 1977.

## Sinopsis
Alberto Nadal (Palito Ortega), Carlos Firulo (Carlos Balá) y Luis Chávez (Alberto Martín) son tres intrépidos agentes policiales que se encargan de resolver distintos casos delictivos.

## Reparto
- Palito Ortega como Alberto Nadal.
- Carlitos Balá como Carlos Firulo.
- Alberto Martín como Luis Chávez.
- Juan Carlos Altavista como Cacho Bongiorno
- Christian Bach como Graciela Colombo
- Daniel Miglioranza como Juan Alvarado
- Ricardo Morán como Tito Bongiorno
- Blanca del Prado como Doña María Bongiorno
- Golde Flami como Doña Rosa Nadal
- Marcelo Chimento
- Alejandro Marcial como Comisario